# 基督堂公墓
基督堂公墓（英語：Christ Church Burial Ground）是美国费城一处重要的早期公墓。本杰明·富兰克林和他的事實婚姻配偶德博拉安葬于此。美国独立宣言的另外四位签署人也埋葬于此：班傑明·拉許、法蘭西斯·霍普金斯、約瑟夫·希維斯和喬治·羅斯。还有两位签署人安葬在不远处的基督堂内。
这个公墓属于基督堂，这是一座圣公会教堂，创建于1695年，包括乔治·华盛顿在内的许多著名美国革命领袖都曾在此礼拜。公墓位于第五街和拱门街，游客中心和国家宪法中心对面。公墓开辟于1719年，现在仍在使用中。每年有10万游客访问，许多人在富兰克林墓上留下零钞。